# Önal
Önal ist ein türkischer männlicher und weiblicher Vorname sowie Familienname.

## Namensträger

### Familienname
- Ahmet Önal (* 1993), türkischer Fußballspieler
- Alper Önal (* 1996), türkischer Fußballspieler
- Ayşe Hatun Önal (* 1978), türkische Popmusikerin  und Misswahlteilnehmerin
- Bige Önal (* 1990), türkische Schauspielerin
- Erhan Önal (1957–2021), türkischer Fußballspieler
- Mehmet Akif Önal (* 1990), türkischer Fußballspieler
- Tuba Önal (* 1974), türkische Popsängerin